# Nauendorf (Saalekreis)
Nauendorf is een plaats en voormalige gemeente in de Duitse deelstaat Saksen-Anhalt en maakt deel uit van de gemeente Wettin-Löbejün in de Landkreis Saalekreis.
Nauendorf telt 1.812 inwoners.